# ليديا بيتروفا
ليديا آرييفنا بيتروفا (ولدت 5 ديسمبر 1936 في مدينة نيجني نوفغورود) هي خبيرة في الدراسات الشرقية ومستعربة أوكرانية روسية وكذلك مترجمة وأستاذة وشاعرة، مرشحة العلوم (PhD) في مجال علم اللغات (منذ 1976) ومنذ 2008 أستاذة مشاركة في قسم الدراسات الشرقية بكلية الاستشراق بجامعة كييف الوطنية للغات.
ومن اهتماماتها العلمية ثمة الأدب العربي وتاريخ اللغة العربية وحضارة العالم العربي والترجمة اللأدبية.
ولها أكثر من ثلاثين مقالة علمية في المطبوعات المتخصصة، ومجموعتا شعر وكتاب «تاريخ الأدب العربي من القرن السادس حتى القرن الثامن عشر الميلادي» وغيرها.

## نبذة الحياة
ولدت في مدينة غوركي (نيجني نوفغورود حاليا) في روسيا في 5 دسمبر \ كانون الأول 1936. وبعد إنهاء دراستها في المدرسة الثانوية والمدرسة العليا للموسيقى اشتغلت معلمة للموسيقى.
وفي عام 1960 التحقت بجامعة طشقند الحكومية في الكلية الشرقية. وفي ديسبمر نفس العام تم تغيير مكان دراستها إلى جامعة سان بطرسبرغ الحكومية التي تخرجت منها في سنة 1966 وتخصصها «اللغة العربية والأدب العربي».
ثم تابعت تحصيلها العلمي في قسم الدراسات العليا بمعهد الدراسات الشرقية التابع لجامعة سان بطرسبرغ الحكومية. وحصلت على درجة مرشحة العلوم (الدكتوراه) في مجال اللغة العربية وآدابها في عام 1974 في نفس الجامعة وكان عنوان أطروحتها «الشعر الأندلسي وديوان ابن قزمان للقرن الثاني عشر». وكان الدكتور والمستشرق الروسي الكبير فيكتور بيلاييف أستاذا مشرفا على بحثها.

## المراحل الأساسية في مجال التدريس
من 1972 إلى 1996 كانت أستاذة اللغة العربية وآدابها بجامعة تاراس شيفتشينكو الوطنية بكييف.
من 1996 إلى 2000 كانت مدرسة اللغة العربية وآدابها في معهد اللغات الشرقية التابع لجامعة اللغات الوطنية في كييف.
من 2003 إلى 2010 كانت أستاذة اللغة العربية وآدابها في جامعة «العالم الشرقي» بكييف.
ومنذ عام 2008 وحتى الآن تعمل في منصب أستاذ مشارك في قسم علم اللغات الشرقية في كلية الاستشراق بجامعة كييف الوطنية للغات.

## من مؤلفاتها
•	تاريخ الأدب العربية من القرن السادس حتى القرن الثامن عشر الميلادي. – 2011، 231 ص. (باللغة الروسية)
•	وهم الزمان. مجموعة شعرية. ترجمة من اللغة العربية. – 2006، 159 ص.
•	سطور شبه مقفاة. ديوان شعر. ترجمة من اللغة العربية. – 2001، 99 ص.
•	الزجل الأندلسي ونشأة شعر التروبادور في منطقة بروفنس \\ روسيا وفلسطين: الصلات العلمية الثقافية. – 2014.
•	حول النموذج الأندلسي للشعر البروفنسي \\ العالم الشرقي. – 1993.
•	تسليط بعض الأضواء على مسألة تأريخ مخطوطات ديوان ابن قزمان.
•	حركية الخطاب (الإيماءات) كجانب تدريس اللغة الأجنبية \\ مذكرات العالم. – 1985.
•	العلم الوطني حول إحدى المسائل العربية الاسبانية. \\ مجلة علم التأريخ. – 1973.
•	التأثيرات اليونانية واللاتينية القديمة والعربية الاسبانية على شعر منطقة بروفنس \\ عالم الحقبة الكلاسيكية القديمة وعلم الآثار. – 1972.